# Harold Lasswell
Harold Dwight Lasswell (Donnellson, 13. veljače 1902. - New York, 18. prosinca 1978.) bio je američki teoretičar komunikacije, poznat po studijama o osobnosti i politici, koji je svojim istraživanjima dao veliki doprinos političkim znanostima i komunikologiji.

## Karijera
Lasswell je 1922. godine diplomirao filozofiju i ekonomiju, a 1926. doktorirao je na Sveučilištu u Chicagu, gdje je i predavao do 1938. Bio je voditelj istraživanja komunikacije u Američkoj kongresnoj knjižnici tijekom Drugog svjetskog rata. Nakon 1945. zaposlio se na Sveučilištu Yale, gdje je radio do 1970-ih.
U svojoj knjizi "Psihopatologija i politika" objavljenoj 1930. godine koristio je psihoanalizu kako bi objasnio zašto su neki politički vođe postali agitatori, dok su drugi postali administratori. Smatrao je da psihoanalitičke metode slobodnih asocijacija i produljeno intervjuiranje mogu pomoći politolozima da razumiju političke motivacije te da bolje razumiju donošenje nekih javnih politika. Bila je to prva empirijska studija o psihološkim aspektima političkog ponašanja.

## Analiza sadržaja propagandnih poruka i komunikacijski model
Tijekom Drugog svjetskog rata analizirao je ratne propagandne poruke (pisane materijale i filmove) te prvi uveo istraživačku metodu analize sadržaja u komunikologiju. Još 1927. objavio je knjigu Propaganda Technique in the World War (Tehnike propagande u svjetskom ratu), koja se temeljila na analizi propagandnih poruka iz Prvog svjetskog rata.
Jedan od najvažnijih doprinosa komunikacijskim znanostima je Lasswellov komunikacijski model Who says what to whom in what chanell with what effects? Paradigma je postavljena na pet elemenata: tko - što - kojim kanalom - kome - s kakvim učinkom. Tvorac je obavijesti obilježen zamjenicom tko, a potom se sklopom što označuje sama informacija ili obavijesni sadržaj. Treći element: kojim kanalom bio bi medij što služi za prijenos obavijesnog sadržaja. Četvrtom sastavnicom kome određuje se primalac, odnosno subjekt prema kojem je informacija usmjerena, dok se posljednjim petim elementom paradigme naznačuje učinak samoga obavijesnog procesa.